# Quận Androscoggin, Maine
Quận Androscoggin (tiếng Anh: Androscoggin County) là một quận nằm trong tiểu bang Maine, Hoa Kỳ. Theo điều tra dân số Mỹ năm 2000, dân số của quận là 103.793. quận lỵ của nó là Auburn 6. Quận này thuộc khu vực thống kê dân số Auburn-Lewiston, Maine và một phần được bao gồm trong vùng đô thị Auburn-Lewiston, Maine New England.

## Thông tin nhân khẩu
Theo điều tra dân số [3] năm 2000, quận đã có dân số 103.793 người, 42.028 hộ, và 27.192 gia đình sống trong quận. Mật độ dân số là 221 người trên một dặm vuông (85/km ²). Có 45.960 đơn vị nhà ở với mật độ trung bình là 98 cho mỗi dặm vuông (38/km ²). Thành phần chủng tộc của dân cư quận gồm 96,98% người da trắng, 0,66% da đen hay Mỹ gốc Phi, 0,27% người Mỹ bản xứ, 0,55% người châu Á, người các đảo Thái Bình Dương 0,04%, 0,28% từ các chủng tộc khác, và 1,22% từ hai hoặc nhiều chủng tộc. 0,95% dân số là người Hispanic hay Latino thuộc chủng tộc nào đó. 24,5% là người Pháp Canada, người Pháp 19,4%, 14,3% người Anh, 9,7%, Hoa Kỳ hoặc người Mỹ gốc Ailen 8,4% theo điều tra dân số năm 2000. 14,29% dân số nói tiếng Pháp ở nhà. [1]
Có 42.028 hộ, trong đó 30,90% có trẻ em dưới 18 tuổi sống chung với họ, 49,60% là các cặp vợ chồng sống với nhau, 10,80% có chủ hộ là nữ không có mặt chồng, và 35,30% là không lập gia đình. 28,30% của tất cả các hộ gia đình đã được tạo thành từ các cá nhân và 11,00% có người sống một mình 65 tuổi trở lên đã được người. Bình quân mỗi hộ là 2,38 và cỡ gia đình trung bình là 2,91.
Trong quận có dân số là trải ra với 23,90% ở độ tuổi dưới 18, 9,10% 18-24, 29,70% 25-44, 22,90% 45-64, và 14,40% 65 tuổi trở lên. Tuổi trung bình là 37 năm. Cứ mỗi 100 nữ có 94,30 nam giới. Cứ mỗi 100 nữ 18 tuổi trở lên, đã có 91,20 nam giới.
Thu nhập trung bình cho một hộ gia đình trong quận đã được 35.793 USD, và thu nhập trung bình cho một gia đình là 44.082 USD. Nam giới có thu nhập trung bình 31.622 USD so với 22.366 $ cho phái nữ. Thu nhập trên đầu cho các quận được 18.734 USD. Khoangr 7,50% gia đình và 11,10% dân số sống dưới ngưỡng nghèo, bao gồm 13,80% những người dưới 18 tuổi và 11,00% có độ tuổi từ 65 trở lên.